# Recording Industry Association Singapore
La Recording Industry Association Singapore (RIAS) è un'organizzazione facente parte dell'International Federation of the Phonographic Industry in rappresentanza dell'industria musicale nella città-stato di Singapore. L'associazione è stata fondata nel 1976 con il nome Singapore Phonogram Association (RPA).
La RIAS rilascia certificazioni per album e singoli: il disco d'oro scatta dopo le 5 000 copie vendute, mentre il disco di platino è ottenuto una volta sorpassata la soglia delle 10.000 unità.
Dal 4 gennaio 2018 la RIAS pubblica sul proprio sito ufficiale due classifiche settimanali dei trenta singoli più popolari sulle piattaforme di streaming a Singapore, una generale per tutte le canzoni e una per il solo repertorio asiatico.